# نیروی دانستر
نیروی دانستر یا دانسترفورس (انگلیسی: Dunsterforce) یک واحد نظامی متفقین بود که در دسامبر ۱۹۱۷ تشکیل شد و به نام فرمانده آن، ژنرال لیونل دانسترویل نام‌گذاری شده بود. این نیرو شامل کمتر از ۳۵۰ افسر استرالیایی، نیوزیلندی، کانادایی و درجه‌دارانی بود که از جبهه‌های غربی و بین‌النهرین جنگ اول جهانی گردآوری شده بودند. این نیرو برای سازماندهی واحدهای محلی در شمال ایران (پرشیا) و جنوب قفقاز به جای ارتش تزاری در نظر گرفته شده بود تا به مبارزه با ارتش عثمانی در ارمنستان بپردازند. روس‌ها نیز شمال ایران را اشغال کرده بودند تا در همکاری با انگلیسی‌ها که جنوب ایران را در اشغال داشتند کمربندی برای جلوگیری از پیشروی آلمان و عثمانی ایجاد کنند و مانع از رسیدن آن‌ها به آسیای مرکزی و افغانستان و هند شوند.
همزمان با اشغال ایران از سوی ارتش‌های بریتانیا، روسیه و عثمانی این نیروی زبده نظامی بریتانیا در جنگ جهانی اول، از عراق وارد ایران شد تا از طریق بندر انزلی خود را به باکو برساند تا از چاه های نفت آن در برابر حمله ارتش عثمانی حفاظت کند. 
سربازان یگان دانسترفورس در زمان حضور در ایران شاهد روزگار سخت ایرانیان بودند. این نظامیان در نوشته‌هایشان به طور مفصل شرح حال روزگار تاریک ایران در آن سال‌های اشغال را روایت کرده‌اند. 
ایران در آن زمان دچار قحطی بزرگی بود که مردم  لشکرکشی ارتش‌های بیگانه در ایران را عامل اصلی آن می‌دانستند. افزون بر قحطی گسترده بیماری‌های واگیردار مانند وبا و زکام فرنگی یا همان آنفلوآنزای اسپانیایی در سال پایانی جنگ موجب مرگ بسیاری از ایرانیان شد. این بیماری‌ها بیشتر توسط نیروی‌های نظامی اشغالگر و سیل پناهجویانی بود که در آن موقع به ایران پناه آورده بودند. در آن زمان بخش‌هایی از آذربایجان دچار جنگ فرقه‌ای شده بود. جنگی که علت اصلی‌اش دخالت نیروهای اشغالگر بود. در این حال، با حملهٔ ارتش عثمانی به آسوری‌ها و ارمنی‌های ساکن در ارومیه، نیروهای بریتانیایی در ایران با موج عظیمی از پناهجویان مسیحی مواجه شدند.